# 丕平鎮區 (明尼蘇達州瓦巴沙縣)
丕平鎮區（英語：Pepin Township）是位於美國明尼蘇達州瓦巴沙縣的一個行政鎮區。

## 地方資料
丕平鎮區的面積為55.86平方千米，當中陸地面積為45.32平方千米，而水域面積為10.53平方千米。根據2020年美國人口普查的數據，當地共有人口366人，而人口密度為每平方千米6.55人。